# 祖费尔·阿夫迪亚
祖费尔·阿夫迪亚（羅馬化：Zufer Avdija，1959年10月1日—），塞尔维亚、以色列男子篮球运动员。他曾代表南斯拉夫国家队参加1982年国际篮联世界锦标赛，获得一枚铜牌。